# Otmar Striedinger
Otmar Striedinger (Villaco, 14 aprile 1991) è uno sciatore alpino austriaco.

## Biografia
Originario di Eisentratten di Krems in Kärnten, Striedinger ha esordito in Coppa Europa il 4 dicembre 2008 e ha ottenuto il primo risultato di rilievo in campo internazionale vincendo la medaglia di bronzo in discesa libera ai Mondiali juniores di Crans-Montana 2011.
Il 7 dicembre 2013, partito con il pettorale numero 45, ha ottenuto il suo primo podio in Coppa del Mondo arrivando secondo nel supergigante di Beaver Creek vinto dallo svizzero Patrick Küng. Nella stessa stagione ha preso parte ai XXII Giochi olimpici invernali di Soči 2014 (5° nel supergigante, 21° nella supercombinata). L'anno dopo ai Mondiali di Vail/Beaver Creek 2015, sua prima presenza iridata, è stato 24º nel supergigante e non ha concluso la combinata; ai Mondiali di Åre 2019 si è piazzato 31º nella discesa libera, a quelli di Cortina d'Ampezzo 2021 è stato 19º nella medesima specialità e a quelli di Courchevel/Méribel 2023 sempre in discesa libera non ha completato la prova.

## Palmarès

### Mondiali juniores
- 1 medaglia:
  - 1 bronzo (discesa libera a Crans-Montana 2011)

### Coppa del Mondo
- Miglior piazzamento in classifica generale: 33º nel 2014
- 5 podi (4 in discesa libera e 1 in supergigante):
  - 3 secondi posti (2 in discesa libera e 1 in supergigante)
  - 2 terzi posti (in discesa libera)

### Coppa Europa
- Miglior piazzamento in classifica generale: 16º nel 2011
- 3 podi:
  - 1 vittoria
  - 2 terzi posti

#### Coppa Europa - vittorie
| Data          | Località         | Paese   | Specialità |
| ------------- | ---------------- | ------- | ---------- |
| 18 marzo 2018 | Soldeu/El Tarter | Andorra | DH         |

Legenda:

DH = discesa libera

### South American Cup
- Miglior piazzamento in classifica generale: 40º nel 2025
- 1 podio:
  - 1 terzo posto

### Campionati austriaci
- 10 medaglie:
  - 3 ori (discesa libera nel 2018; supergigante nel 2021; discesa libera nel 2024)
  - 6 argenti (supergigante nel 2012; supergigante nel 2016; discesa libera, supergigante nel 2022; supergigante nel 2023; supergigante nel 2024)
  - 1 bronzo (supergigante nel 2019)